# 二重ローン問題
二重ローン問題（にじゅうローンもんだい）は、災害などで被害を受けた住宅のローンや、事業者のローンなど、元々あった債務の存在により、再建のための資金調達余力がないことにより、あるいは、新たな借入を起こすことで、既存の借入金との二重の借入負担が発生することにより、生活復旧や事業継続に支障をきたす問題。
1995年の阪神・淡路大震災の際にも二重ローン問題が取りざたされたが、損失負担や他の災害被災者との公平性の観点から、地方公共団体がローン利子補給を行ったものの、ローン債務の減免や、住宅再建・補修費用に対しての公的支給は見送られた。その後、被災者救済のための大規模な署名活動を受け、1998年に恒久法となる被災者生活再建支援法が成立。当初は住宅に関しては支援対象外であったが、2004年の改正で住宅解体・撤去・整地費用や住宅ローン利子が支援対象となり、2007年の改正で自然災害によって全壊・半壊した住宅の再建・補修費も支援の対象となった。

## 個人向け債務私的整理ガイドライン
2011年3月11日に起きた東日本大震災の被災者救済のため、個人の住宅ローンや、個人事業主のローンなどの債務を対象とした「個人債務者の私的整理に関するガイドライン」（被災ローン減免制度）が同年8月22日より運用開始された。ちなみに、事業者向けの対策としては、同年11月に株式会社東日本大震災事業者再生支援機構法（二重ローン救済法）が成立している。
前述のガイドラインの恒久措置版となる、個人の住宅ローンや、個人事業主のローンなどの債務を対象とした「自然災害債務整理ガイドライン」が運用開始された。2015年9月2日以降に発生した災害救助法の適用を受けた自然災害が適用対象となる。
ガイドラインによって、当該自然災害の影響により債務の返済が困難になった個人が、一定の財産を手元に残したうえで債務の減免を受けることが可能であり、また、信用情報機関に債務整理の情報（いわゆる「ブラックリスト」）が登録されないこととなっている。
ガイドラインの対象となる借入先・債権者の範囲は、銀行や、銀行と同様の金融機関（信用金庫、農協など）のみに限定されず、政府系金融機関や貸金業者（モーゲージバンク・ノンバンク・商工ローンなどを含む）、リース会社、クレジット会社なども含まれる。
なお、2020年10月30日、東日本大震災に対しても自然災害債務整理ガイドラインが適用されることが明記された。これにより、個人向け債務私的整理ガイドラインは、2021年3月31日の経過をもって適用終了となり、今後の債務者救済は自然災害債務整理ガイドラインに一本化される。